# ヤマザワ薬品
株式会社ヤマザワ薬品（ヤマザワやくひん）は、山形県と宮城県に調剤薬局とドラッグストアを展開する企業。山形市に本社に置く株式会社ヤマザワの完全子会社である。

## 概要
創業者である山澤進が22歳で東根市に創業した薬局を淵源とする。
スーパーマーケットのヤマザワ店舗併設のインストアと、単独立地のドラッグストア及び調剤薬局で構成される。現在、山形・宮城に77店舗展開する。